# Канішка I
Канішка I, також відомий як Канішка Великий — найвідоміший кушанський імператор, який правив на початку II століття.

## Правління
Канішка, який походив з відомої стародавнім китайцям народності юечжі, був правнуком засновника династії — Куджули Кадфіза (Кадфіза I). Поряд із Ашокою та Менандром Канішку прийнято вважати одним з найвеличніших правителів, які сприяли буддизму (стосовно віросповідання самого Канішки ведуться дискусії; цілком можливо, що він був зороастрійцем, а не власне буддистом). На монетах часів Канішки трапляються зображення з індуїстської, буддистської, грецької, зороастрійської та навіть шумерсько-еламітської міфологічних традицій. Тим не менше, правління Канішки сприяло посиленню позицій буддизму в Індійському субконтиненті та Центральній Азії. Завдяки йому зміцнилась гандхарська традиція у греко-буддійському мистецтві й архітектурі. Окрім того Канішка провів Четвертий буддійський собор.
За правління Канішки Кушанське царство сягнуло апогею свого розвитку, перетворившись на велику імперію зі столицею у Пешаварі (Пурушапурі), що включала значну частину Середньої Азії (Бактрія та південний схід Согдіани з Бухарою та Самаркандом), Ферганську долину, частину Східного Туркестану (басейн Тарима, сучасний Сіньцзян-Уйгурський автономний район Китаю з Яркендом, Хотаном і Кашгаром), сучасні Афганістан і Пакистан, а також північну Індію. Імперія Канішки процвітала у військово-політичному, економічному й духовному аспектах, будучи основним оплотом греко-буддизму.
При дворі Канішки прославився як мислитель і поет Ашвагхоша, автор «Буддачаріти» (канонізованого життєпису Будди Сіддхартхи Гаутами Шак'ямуні) й один з патріархів буддизму.

## Пам'ять
На честь великого кушанського царя був названий літак рейсу 182 компанії Air India (Торонто — Нью-Делі), підірваний 23 червня 1985 року над Атлантичним океаном поблизу ірландського узбережжя. В результаті терористичного акту загинули 329 осіб, у тому числі 80 дітей і 280 громадян Канади. Теракт був визнаний наймаштабнішим в історії Канади.

## Нотатки
1. ↑  санскр. कनिष्क, Kaniṣka IAST; греко-бактрійська Κανηϸκε Kaniške; кхароштхи 𐨐𐨞𐨁𐨮𐨿𐨐 Ka-ṇi-ṣka IAST[1]; брахмі 𑀓𑀸𑀡𑀺𑀱𑁆𑀓 Kā-ṇi-ṣka IAST